# Gonzalo Quesada
Gonzalo Quesada (Buenos Aires, 2 de mayo de 1974) es un exjugador argentino de rugby que se desempeñó como apertura. Actualmente es el entrenador de la Selección Italiana de Rugby. 
Fue el primer entrenador argentino en ganar un título en el rugby extranjero y profesional.

## Biografía
Se formó deportivamente en el Hindú Club, y profesionalmente jugó en el Racing Club de Narbonne Méditerannée de Francia. Dejó Narbonne en 2002 para unirse a otro club francés, el AS Béziers Hérault, donde se retiró en 2004.
En 1999 ganó el Olimpia de Oro y en el año 2000 el Premio Konex.
Es conocido por el apodo de "Queso" e internacionalmente por el de "Speedy Gonzalo" (debido al tiempo que se tomaba para patear a los palos en el mundial de 1999).

### Participaciones en Copas del Mundo
Quesada disputó el histórico mundial de Gales 1999, Argentina inauguró el mundial ante Gales, siendo derrotado 23-18, venció a Samoa 32-16 y a Japón 33-12 y salió calificado mejor tercero en la fase de grupos, superando por primera vez dicha etapa y debería jugar un play-off contra Irlanda para clasificar a cuartos de final; los Pumas triunfarían 24-28 y luego serían eliminados del mundial por Les Bleus. Quesada fue el goleador de la Copa Mundial con 102 puntos, entre los que se cuentan 31 penales (el cual sigue siendo el récord de los mundiales). El último mundial de Quesada fue Australia 2003 donde los Pumas no pudieron vencer al XV del trébol en un duelo clave por la clasificación a cuartos de final.
| Mundial                       | Sede      | Resultado        | PJ | Pts |
| ----------------------------- | --------- | ---------------- | -- | --- |
| Copa Mundial de Rugby de 1999 | Gales     | Cuartos de final | 5  | 102 |
| Copa Mundial de Rugby de 2003 | Australia | Primera fase     | 4  | 33  |

## Carrera como entrenador
En 2008 fue llamado por Marc Lièvremont para designarlo entrenador de pateadores de Francia, cargo que ocupó hasta 2011 cuando Lièvremont terminó su contrato luego de alcanzar el subcampeonato mundial en Nueva Zelanda 2011.
En 2011 una vez terminado su paso por Francia, el Racing Métro 92 lo contrató como entrenador de pateadores, un año después con la renuncia del primer entrenador asumió su lugar. En 2013 fue contratado por el Stade Français como entrenador, en la temporada 2014-15 logró consagrar campeón al club parisino y así se convirtió en el primer entrenador argentino de rugby en ganar un título en el extranjero, en toda la historia.
En agosto de 2018 asumió como entrenador de Jaguares después de la ida de Mario Ledesma a Los Pumas.
Tras la pandemia mundial y la incertidumbre de lo que pasará con Jaguares, fue contratado por el Stade Français, equipo en el cual ya estuvo y dejó su huella ganando el Top 14 en la temporada 2014-15.
El 16 de junio de 2023, la Federación Italiana de Rugby anunció oficialmente que Gonzalo Quesada había sido seleccionado como nuevo entrenador de la selección nacional de rugby de Italia, en sustitución del neozelandés Kieran Crowley a partir del 1 de enero de 2024.

### Palmarés como entrenador
- Campeón del Top 14 de 2014-15.[1]